# بيتر غرين (إحصائي)
بيتر غرين (بالإنجليزية: Peter Green)‏ هو إحصائي بريطاني، ولد في 28 أبريل 1950 في سوليهل في المملكة المتحدة.